# Scania LPGRS-serie
```

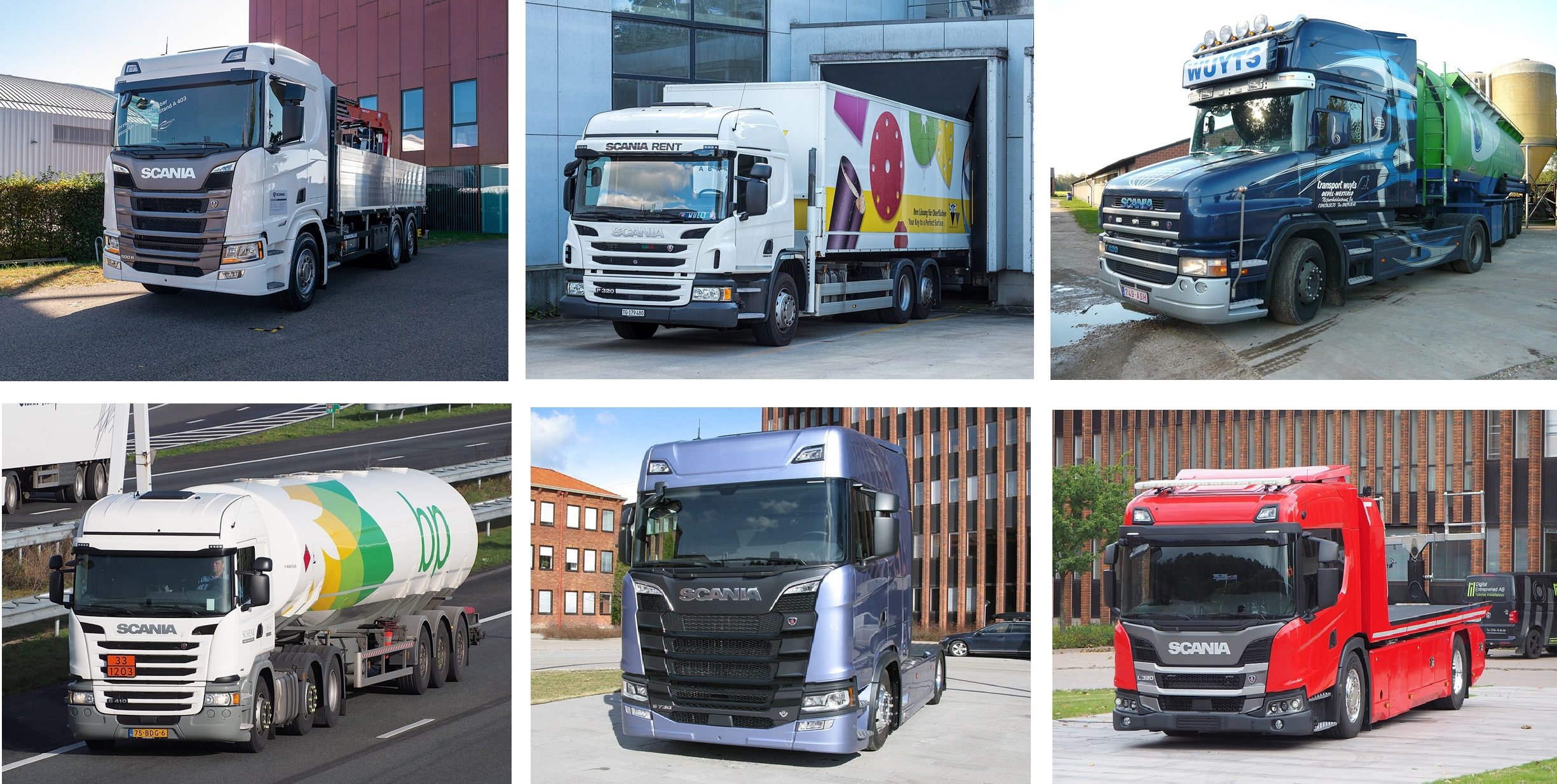
vlnr: Scania G, Scania P, Scania R, Scania P, Scania S wn Scania G

Het huidige gamma van vrachtwagens van de Zweedse fabrikant 
Scania
 wordt aangeduid met een letter. Het ontwerp van de vrachtwagens is modulair, waardoor met een aantal standaard componenten een groot aantal types vrachtwagen aangeboden kan worden. De serie volgde de 
Scania 4-reeks
 op en werd 
Truck van het jaar
. Toen de serie een ingrijpende facelift kreeg in 2010, kreeg het opnieuw de prijs. De serie onderging nog een update in 2016, ook deze kreeg de prijs truck van het jaar.
```

- L - lage cabine
- P - cabine met lage instap
- G - medium cabine
- R - hoge cabine
- S - hoogste cabine - met vlakke cabinevloer
- T - cabine met neus ("torpedo")

De vrachtwagen wordt in Zweden, Nederland, maar ook in andere landen geproduceerd en geassembleerd.

## Eerste generatie
In 2004 werd de eerste generatie gepresenteerd. Het eerste model was de R-serie. Iets later verschenen ook de P- en T-serie. De T-serie werd een jaar later gestopt, omdat de vraag er naar gedaald was. In 2006 verscheen de P-serie, met lage instap en als concurrent voor de Mercedes-Benz Econic bedoeld. In 2007 verscheen de G-serie. De serie werd ook geïntroduceerd in Brazilië, waar aanvankelijk de oude cabine verder werd geproduceerd.

## facelift
In september 2009 werd een sterk bijgewerkte R-serie gepresenteerd, met nieuw exterieur - o.a. met grotere grille-openingen. De G-serie werd al snel daarop ook bijgewerkt, gevolgd door de P-serie.

## Tweede generatie
De tweede generatie verscheen in 2016, nadat men al sinds 2014 testritten had gemaakt. Het ging om een vrachtwagen met volledig nieuwe cabine. Een versie voor de bouw verscheen in 2017 met de XT.